# Llista de topònims de Cistella
Llista de topònims (noms propis de lloc) del municipi de Cistella, a l'Alt Empordà
Informació actualitzada per un bot. Els canvis manuals es perdran quan s'actualitzi!

## cabana
| imatge | Nom                       | Ubicat a | instància de | Detalls | coordenades                                                         | Protecció | Commons (més fotos) | Dades a WD                    |
| ------ | ------------------------- | -------- | ------------ | ------- | ------------------------------------------------------------------- | --------- | ------------------- | ----------------------------- |
|        | barraca del Pou del Pujol | Cistella | cabana       |         | 42° 15′ 09″ N, 2° 51′ 18″ E / 42.2525468676212°N,2.85507221119792°E |           |                     | Modifica les dades a Wikidata |
|        | cobert d'en Buixó         | Cistella | cabana       |         | 42° 16′ 07″ N, 2° 50′ 44″ E / 42.268610754818°N,2.84566213736033°E  |           |                     | Modifica les dades a Wikidata |

## curs d'aigua
| imatge | Nom    | Ubicat a                                                 | instància de | Detalls                                   | coordenades                                               | Protecció | Commons (més fotos) | Dades a WD                    |
| ------ | ------ | -------------------------------------------------------- | ------------ | ----------------------------------------- | --------------------------------------------------------- | --------- | ------------------- | ----------------------------- |
|        | Manol  | Alt Empordà                                              | curs d'aigua | Desemboca: Muga Llarg: 40km Conca: 150km² | 42° 16′ 29″ N, 3° 01′ 33″ E / 42.2747°N,3.02589°E 48 msnm |           | Manol               | Modifica les dades a Wikidata |
|        | Rissec | Terrades Cistella Llers Vilanant Avinyonet de Puigventós | curs d'aigua | Desemboca: Manol                          | 42° 15′ 35″ N, 2° 54′ 17″ E / 42.25963889°N,2.90477222°E  |           |                     | Modifica les dades a Wikidata |

## entitat singular de població
| imatge | Nom                     | Ubicat a | instància de                                                                   | Detalls                            | coordenades                                                                                           | Protecció                                  | Commons (més fotos) | Dades a WD                    |
| ------ | ----------------------- | -------- | ------------------------------------------------------------------------------ | ---------------------------------- | --- | ------------------------------------------ | ------------------- | ----------------------------- |
|        | Cistella                | Cistella | entitat singular de població ens local històric de Catalunya capital municipal | 209 hab                            | 42° 16′ 07″ N, 2° 50′ 52″ E / 42.2687°N,2.8478°E 136 msnm                                             |                                            |                     | Modifica les dades a Wikidata |
|        | Mare de Déu de Vida     | Cistella | entitat singular de població                                                   | 38 hab                             | 42° 16′ 10″ N, 2° 50′ 11″ E / 42.269374177954°N,2.8363820948857°E 188 msnm                            |                                            |                     | Modifica les dades a Wikidata |
|        | Sant Baldiri            | Cistella | entitat singular de població                                                   | 1 hab                              | 42° 18′ 09″ N, 2° 47′ 55″ E / 42.302636872884°N,2.7986859875212°E 337.931 msnm                        |                                            |                     | Modifica les dades a Wikidata |
|        | Vilarig                 | Cistella | entitat singular de població ens local històric de Catalunya                   | Estil: arquitectura popular 26 hab | 42° 17′ 13″ N, 2° 49′ 59″ E / 42.28695833°N,2.83314167°E ca:Carretera de Cistella a Terrades 203 msnm | bé integrant del patrimoni cultural català | Vilarig             | Modifica les dades a Wikidata |
|        | la Ribera de les Planes | Cistella | entitat singular de població                                                   | 20 hab                             | 42° 17′ 04″ N, 2° 50′ 58″ E / 42.284417°N,2.849417°E 144 msnm                                         |                                            |                     | Modifica les dades a Wikidata |

## església
| imatge | Nom                                 | Ubicat a | instància de | Detalls                                           | coordenades                                                               | Protecció                                  | Commons (més fotos)                 | Dades a WD                    |
| ------ | ----------------------------------- | -------- | ------------ | ------------------------------------------------- | ------------------------------------------------------------------------- | ------------------------------------------ | ----------------------------------- | ----------------------------- |
|        | Ermita de Sant Sebastià de Cistella | Cistella | església     | Estil: arquitectura popular                       | 42° 16′ 10″ N, 2° 50′ 54″ E / 42.2694°N,2.84838°E                         | bé integrant del patrimoni cultural català | Ermita de Sant Sebastià de Cistella | Modifica les dades a Wikidata |
|        | Sant Baldiri                        | Cistella | església     |                                                   | 42° 18′ 15″ N, 2° 48′ 00″ E / 42.3042865°N,2.8001342°E                    |                                            |                                     | Modifica les dades a Wikidata |
|        | Sant Martí de Vilarig               | Cistella | església     | Estil: arquitectura romànica arquitectura barroca | 42° 17′ 11″ N, 2° 50′ 01″ E / 42.2864°N,2.83363°E ca:Vilarig 196 msnm     | bé integrant del patrimoni cultural català | Sant Martí de Vilarig               | Modifica les dades a Wikidata |
|        | Santa Maria de Cistella             | Cistella | església     | Estil: arquitectura barroca                       | 42° 16′ 07″ N, 2° 50′ 54″ E / 42.2686°N,2.8483°E ca:Passeig de l'Església | bé integrant del patrimoni cultural català | Santa Maria de Cistella             | Modifica les dades a Wikidata |
|        | Santuari de Nostra Senyora de Vida  | Cistella | església     | Estil: arquitectura popular                       | 42° 16′ 00″ N, 2° 50′ 19″ E / 42.266537°N,2.838504°E                      | bé integrant del patrimoni cultural català | Santuari de Nostra Senyora de Vida  | Modifica les dades a Wikidata |

## granja
| imatge | Nom                 | Ubicat a | instància de | Detalls | coordenades                                                         | Protecció | Commons (més fotos) | Dades a WD                    |
| ------ | ------------------- | -------- | ------------ | ------- | ------------------------------------------------------------------- | --------- | ------------------- | ----------------------------- |
|        | Granges d'en Daunís | Cistella | granja       |         | 42° 16′ 23″ N, 2° 51′ 02″ E / 42.2729312647046°N,2.85058715509616°E |           |                     | Modifica les dades a Wikidata |
|        | Granges de l'Arnau  | Cistella | granja       |         | 42° 16′ 07″ N, 2° 50′ 38″ E / 42.2687074436195°N,2.84390365048224°E |           |                     | Modifica les dades a Wikidata |
|        | Granja de l'Ordi    | Cistella | granja       |         | 42° 16′ 05″ N, 2° 50′ 43″ E / 42.2679618991979°N,2.84536057698964°E |           |                     | Modifica les dades a Wikidata |

## masia
| imatge | Nom                   | Ubicat a | instància de | Detalls                                                   | coordenades                                                                              | Protecció                                  | Commons (més fotos) | Dades a WD                    |
| ------ | --------------------- | -------- | ------------ | --------------------------------------------------------- | ---------------------------------------------------------------------------------------- | ------------------------------------------ | ------------------- | ----------------------------- |
|        | Ca l'Aiguader         | Cistella | masia        |                                                           | 42° 17′ 32″ N, 2° 50′ 46″ E / 42.2923066198467°N,2.84602886281165°E                      |                                            |                     | Modifica les dades a Wikidata |
|        | Ca l'Andreu           | Cistella | masia        |                                                           | 42° 18′ 03″ N, 2° 48′ 35″ E / 42.3008709747002°N,2.80967254639622°E                      |                                            |                     | Modifica les dades a Wikidata |
|        | Ca l'Arnau            | Cistella | masia        |                                                           | 42° 15′ 43″ N, 2° 50′ 34″ E / 42.261833977646°N,2.84265965227152°E                       |                                            |                     | Modifica les dades a Wikidata |
|        | Ca l'Escolà           | Cistella | masia        |                                                           | 42° 16′ 03″ N, 2° 49′ 15″ E / 42.2675747511564°N,2.82069794845725°E                      |                                            |                     | Modifica les dades a Wikidata |
|        | Ca l'Illa             | Cistella | masia        | Estil: arquitectura popular                               | 42° 17′ 13″ N, 2° 51′ 40″ E / 42.28696°N,2.86119°E                                       | bé integrant del patrimoni cultural català |                     | Modifica les dades a Wikidata |
|        | Ca les Pastores       | Cistella | masia        |                                                           | 42° 17′ 14″ N, 2° 49′ 28″ E / 42.2871602424758°N,2.82454808693968°E                      |                                            |                     | Modifica les dades a Wikidata |
|        | Ca n'Oms              | Cistella | masia        |                                                           | 42° 16′ 38″ N, 2° 50′ 48″ E / 42.2771769251154°N,2.84658718100846°E                      |                                            |                     | Modifica les dades a Wikidata |
|        | Cal Marxant           | Cistella | masia        |                                                           | 42° 17′ 05″ N, 2° 49′ 36″ E / 42.284670306552°N,2.8266394691218°E                        |                                            |                     | Modifica les dades a Wikidata |
|        | Can Bosc              | Cistella | masia        |                                                           | 42° 17′ 22″ N, 2° 49′ 41″ E / 42.2894260647273°N,2.82802306345838°E                      |                                            |                     | Modifica les dades a Wikidata |
|        | Can Burgues           | Cistella | masia        |                                                           | 42° 15′ 25″ N, 2° 50′ 52″ E / 42.257049569709°N,2.84778772022396°E                       |                                            |                     | Modifica les dades a Wikidata |
|        | Can Carabassa         | Cistella | masia        |                                                           | 42° 15′ 37″ N, 2° 50′ 06″ E / 42.2603461549171°N,2.83497656622566°E                      |                                            |                     | Modifica les dades a Wikidata |
|        | Can Clotes            | Cistella | masia        |                                                           | 42° 15′ 50″ N, 2° 51′ 15″ E / 42.2638035820095°N,2.85419768800597°E                      |                                            |                     | Modifica les dades a Wikidata |
|        | Can Colom             | Cistella | masia        |                                                           | 42° 15′ 50″ N, 2° 50′ 10″ E / 42.2640041228085°N,2.8359733993821°E                       |                                            |                     | Modifica les dades a Wikidata |
|        | Can Costoja           | Cistella | masia        |                                                           | 42° 16′ 32″ N, 2° 48′ 30″ E / 42.2754621627675°N,2.80829375970205°E                      |                                            |                     | Modifica les dades a Wikidata |
|        | Can Cotoliu           | Cistella | masia        |                                                           | 42° 17′ 52″ N, 2° 49′ 22″ E / 42.2978747606542°N,2.82268649610908°E                      |                                            |                     | Modifica les dades a Wikidata |
|        | Can Crosta            | Cistella | masia        |                                                           | 42° 17′ 58″ N, 2° 49′ 27″ E / 42.2994710730429°N,2.82412569805404°E                      |                                            |                     | Modifica les dades a Wikidata |
|        | Can Farigola          | Cistella | masia        |                                                           | 42° 17′ 16″ N, 2° 50′ 00″ E / 42.2876505450238°N,2.83324357822182°E                      |                                            |                     | Modifica les dades a Wikidata |
|        | Can Figa              | Cistella | masia        |                                                           | 42° 17′ 12″ N, 2° 50′ 21″ E / 42.2866052760288°N,2.83916543357679°E                      |                                            |                     | Modifica les dades a Wikidata |
|        | Can Gori              | Cistella | masia        |                                                           | 42° 17′ 05″ N, 2° 48′ 37″ E / 42.2846428246042°N,2.81029145891613°E                      |                                            |                     | Modifica les dades a Wikidata |
|        | Can Gras              | Cistella | masia        |                                                           | 42° 17′ 47″ N, 2° 49′ 30″ E / 42.2965095319646°N,2.82510443483447°E                      |                                            |                     | Modifica les dades a Wikidata |
|        | Can Jan               | Cistella | masia        |                                                           | 42° 17′ 37″ N, 2° 49′ 29″ E / 42.2934918383392°N,2.82470034312727°E                      |                                            |                     | Modifica les dades a Wikidata |
|        | Can Lluís             | Cistella | masia        |                                                           | 42° 16′ 54″ N, 2° 49′ 24″ E / 42.2815926378416°N,2.82339921393506°E                      |                                            |                     | Modifica les dades a Wikidata |
|        | Can Marial            | Cistella | masia        |                                                           | 42° 15′ 03″ N, 2° 50′ 52″ E / 42.25071808929°N,2.84773020926444°E                        |                                            |                     | Modifica les dades a Wikidata |
|        | Can Martins           | Cistella | masia        |                                                           | 42° 16′ 01″ N, 2° 49′ 33″ E / 42.2668983491629°N,2.82593809036132°E                      |                                            |                     | Modifica les dades a Wikidata |
|        | Can Matamiquela       | Cistella | masia        |                                                           | 42° 18′ 00″ N, 2° 50′ 15″ E / 42.2999682952208°N,2.83761494759868°E                      |                                            |                     | Modifica les dades a Wikidata |
|        | Can Miralles          | Cistella | masia        |                                                           | 42° 17′ 50″ N, 2° 49′ 38″ E / 42.2971701447362°N,2.82718919511724°E                      |                                            |                     | Modifica les dades a Wikidata |
|        | Can Palou (Cistella)  | Cistella | masia        | Estil: arquitectura popular 17th century Estat: bon estat | 42° 17′ 17″ N, 2° 49′ 57″ E / 42.287941°N,2.83256°E ca:Als afores de Vilarig             | bé integrant del patrimoni cultural català |                     | Modifica les dades a Wikidata |
|        | Can Pla d'Amont       | Cistella | masia        |                                                           | 42° 16′ 41″ N, 2° 50′ 41″ E / 42.2779309814959°N,2.84475407877825°E                      |                                            |                     | Modifica les dades a Wikidata |
|        | Can Poc               | Cistella | masia        |                                                           | 42° 17′ 12″ N, 2° 49′ 54″ E / 42.2867475703383°N,2.83163275915209°E                      |                                            |                     | Modifica les dades a Wikidata |
|        | Can Pou Pagès         | Cistella | masia        |                                                           | 42° 16′ 23″ N, 2° 50′ 52″ E / 42.2731257176535°N,2.84778542437073°E                      |                                            |                     | Modifica les dades a Wikidata |
|        | Can Pubill            | Cistella | masia        |                                                           | 42° 16′ 17″ N, 2° 50′ 51″ E / 42.271305932045°N,2.84738963283603°E                       |                                            |                     | Modifica les dades a Wikidata |
|        | Can Puntes            | Cistella | masia        |                                                           | 42° 18′ 06″ N, 2° 49′ 22″ E / 42.3016213012521°N,2.82266385230484°E                      |                                            |                     | Modifica les dades a Wikidata |
|        | Can Ribera            | Cistella | masia        |                                                           | 42° 17′ 46″ N, 2° 49′ 28″ E / 42.2960493840353°N,2.82455980803002°E                      |                                            |                     | Modifica les dades a Wikidata |
|        | Can Roqueta           | Cistella | masia        |                                                           | 42° 16′ 05″ N, 2° 50′ 12″ E / 42.2681029873691°N,2.8366903187488°E                       |                                            |                     | Modifica les dades a Wikidata |
|        | Can Rostoll           | Cistella | masia        |                                                           | 42° 15′ 53″ N, 2° 50′ 09″ E / 42.2648594876178°N,2.83581355543335°E                      |                                            |                     | Modifica les dades a Wikidata |
|        | Can Salvi             | Cistella | masia        |                                                           | 42° 17′ 34″ N, 2° 49′ 37″ E / 42.2928287539437°N,2.82692206228615°E                      |                                            |                     | Modifica les dades a Wikidata |
|        | Can Serra             | Cistella | masia        |                                                           | 42° 17′ 45″ N, 2° 49′ 02″ E / 42.2959299635486°N,2.81729361737714°E                      |                                            |                     | Modifica les dades a Wikidata |
|        | Can Sis Dits          | Cistella | masia        |                                                           | 42° 17′ 42″ N, 2° 49′ 37″ E / 42.2949272083697°N,2.82692844747727°E                      |                                            |                     | Modifica les dades a Wikidata |
|        | Can Sorreies          | Cistella | masia        |                                                           | 42° 17′ 32″ N, 2° 48′ 23″ E / 42.2922734410005°N,2.80631405569526°E                      |                                            |                     | Modifica les dades a Wikidata |
|        | Can Vidal             | Cistella | masia        |                                                           | 42° 15′ 55″ N, 2° 50′ 24″ E / 42.2652615039262°N,2.83987445708696°E                      |                                            |                     | Modifica les dades a Wikidata |
|        | Can Vila              | Cistella | masia        |                                                           | 42° 17′ 21″ N, 2° 49′ 24″ E / 42.2892567060828°N,2.82325650942854°E                      |                                            |                     | Modifica les dades a Wikidata |
|        | Mas Bosquets          | Cistella | masia        |                                                           | 42° 17′ 55″ N, 2° 48′ 05″ E / 42.298704224256°N,2.80125972714206°E                       |                                            |                     | Modifica les dades a Wikidata |
|        | Mas Casanova          | Cistella | masia        |                                                           | 42° 17′ 10″ N, 2° 50′ 48″ E / 42.2862102650911°N,2.84666229940628°E                      |                                            |                     | Modifica les dades a Wikidata |
|        | Mas Frare             | Cistella | masia        |                                                           | 42° 16′ 11″ N, 2° 50′ 03″ E / 42.2697116545302°N,2.83428520629067°E                      |                                            |                     | Modifica les dades a Wikidata |
|        | Mas Lambrí            | Cistella | masia        |                                                           | 42° 16′ 54″ N, 2° 48′ 00″ E / 42.2816895297156°N,2.80012462824279°E                      |                                            |                     | Modifica les dades a Wikidata |
|        | Mas Patiràs           | Cistella | masia        |                                                           | 42° 15′ 27″ N, 2° 50′ 25″ E / 42.2576066052681°N,2.84017267061496°E                      |                                            |                     | Modifica les dades a Wikidata |
|        | Mas Seguillà          | Cistella | masia        |                                                           | 42° 17′ 38″ N, 2° 50′ 49″ E / 42.2940189135298°N,2.84686171204541°E                      |                                            |                     | Modifica les dades a Wikidata |
|        | Mas Vermell           | Cistella | masia        |                                                           | 42° 16′ 01″ N, 2° 50′ 26″ E / 42.2669645231038°N,2.84047642403252°E                      |                                            |                     | Modifica les dades a Wikidata |
|        | Mas les Planes        | Cistella | masia        | Estil: arquitectura popular                               | 42° 17′ 04″ N, 2° 50′ 58″ E / 42.28442°N,2.84948°E                                       | bé integrant del patrimoni cultural català |                     | Modifica les dades a Wikidata |
|        | Palomeres             | Cistella | masia        |                                                           | 42° 18′ 04″ N, 2° 47′ 24″ E / 42.3011789717073°N,2.79005402152603°E                      |                                            |                     | Modifica les dades a Wikidata |
|        | Trullars              | Cistella | masia        |                                                           | 42° 15′ 34″ N, 2° 49′ 47″ E / 42.2594287091875°N,2.82963223454933°E                      |                                            |                     | Modifica les dades a Wikidata |
|        | Xalets de Can Fàbrega | Cistella | masia        |                                                           | 42° 15′ 58″ N, 2° 51′ 09″ E / 42.2660259012091°N,2.85245864143666°E                      |                                            |                     | Modifica les dades a Wikidata |
|        | el Corral             | Cistella | masia        |                                                           | 42° 15′ 26″ N, 2° 50′ 08″ E / 42.2573207086343°N,2.83543303094824°E                      |                                            |                     | Modifica les dades a Wikidata |
|        | el Pujol              | Cistella | masia        |                                                           | 42° 15′ 15″ N, 2° 51′ 13″ E / 42.2542651964361°N,2.85360138172653°E                      |                                            |                     | Modifica les dades a Wikidata |
|        | la Cadavall           | Cistella | masia        |                                                           | 42° 15′ 23″ N, 2° 50′ 10″ E / 42.2565022873502°N,2.83623531181157°E                      |                                            |                     | Modifica les dades a Wikidata |
|        | la Cloella            | Cistella | masia        |                                                           | 42° 17′ 05″ N, 2° 49′ 05″ E / 42.284657158121°N,2.8181493371201°E                        |                                            |                     | Modifica les dades a Wikidata |
|        | la Fàbrega            | Cistella | masia        |                                                           | 42° 14′ 51″ N, 2° 51′ 01″ E / 42.2475962263604°N,2.85024693518264°E                      |                                            |                     | Modifica les dades a Wikidata |
|        | la Gironella          | Cistella | masia        |                                                           | 42° 17′ 53″ N, 2° 49′ 58″ E / 42.298188440866°N,2.8326680984151°E                        |                                            |                     | Modifica les dades a Wikidata |
|        | la Rectoria           | Cistella | masia        |                                                           | 42° 17′ 17″ N, 2° 50′ 01″ E / 42.2881732557166°N,2.83348479160725°E                      |                                            |                     | Modifica les dades a Wikidata |
|        | la Serra d'en Clotes  | Cistella | masia        | Estil: arquitectura popular 1757                          | 42° 16′ 25″ N, 2° 49′ 12″ E / 42.273706°N,2.820125°E ca:Carretera de Vilanant a Cistella | bé integrant del patrimoni cultural català |                     | Modifica les dades a Wikidata |
|        | la Torre              | Cistella | masia        | Estil: arquitectura popular                               | 42° 17′ 09″ N, 2° 51′ 13″ E / 42.2857780592519°N,2.85362547532375°E                      | bé integrant del patrimoni cultural català |                     | Modifica les dades a Wikidata |

## serra
| imatge | Nom                  | Ubicat a            | instància de | Detalls | coordenades                                                         | Protecció | Commons (més fotos) | Dades a WD                    |
| ------ | -------------------- | ------------------- | ------------ | ------- | ------------------------------------------------------------------- | --------- | ------------------- | ----------------------------- |
|        | Serra Pelada         | Cistella            | serra        |         | 42° 17′ 07″ N, 2° 48′ 15″ E / 42.2852°N,2.80426°E 317.8 msnm        |           |                     | Modifica les dades a Wikidata |
|        | serra d'en Clotes    | Cistella            | serra        |         | 42° 16′ 18″ N, 2° 49′ 21″ E / 42.2717°N,2.82241°E 255.4 msnm        |           |                     | Modifica les dades a Wikidata |
|        | serra de Coll de Jou | Cistella Vilanant   | serra        |         | 42° 15′ 55″ N, 2° 51′ 47″ E / 42.2652°N,2.86318°E 181.7 msnm        |           |                     | Modifica les dades a Wikidata |
|        | serra de l'Estela    | Cabanelles Cistella | serra        |         | 42° 17′ 43″ N, 2° 46′ 12″ E / 42.29522222°N,2.77006944°E 609.6 msnm |           |                     | Modifica les dades a Wikidata |
|        | serra de l'Illa      | Cistella Vilanant   | serra        |         | 42° 16′ 53″ N, 2° 51′ 46″ E / 42.28136944°N,2.86284167°E 213.6 msnm |           |                     | Modifica les dades a Wikidata |

## Misc
| imatge | Nom                           | Ubicat a          | instància de      | Detalls                          | coordenades                                                              | Protecció                                            | Commons (més fotos)       | Dades a WD                    |
| ------ | ----------------------------- | ----------------- | ----------------- | -------------------------------- | ------------------------------------------------------------------------ | ---------------------------------------------------- | ------------------------- | ----------------------------- |
|        | Can Julià                     | Cistella          | casa              | Estil: arquitectura popular 1534 | 42° 16′ 08″ N, 2° 50′ 53″ E / 42.268865°N,2.848083°E ca:C. del Centre, 9 | bé integrant del patrimoni cultural català           |                           | Modifica les dades a Wikidata |
|        | Molí de la Fàbrega            | Cistella          | molí d'aigua      |                                  | 42° 14′ 44″ N, 2° 51′ 07″ E / 42.2456620390102°N,2.85191214900881°E      |                                                      |                           | Modifica les dades a Wikidata |
|        | Puig de les Forques           | Terrades Cistella | muntanya          |                                  | 42° 17′ 47″ N, 2° 51′ 05″ E / 42.2965°N,2.85133°E 235.1 msnm             |                                                      |                           | Modifica les dades a Wikidata |
|        | casa consistorial de Cistella | Cistella          | casa consistorial |                                  | 42° 16′ 06″ N, 2° 50′ 51″ E / 42.2684386°N,2.8473868°E                   |                                                      |                           | Modifica les dades a Wikidata |
|        | castell de Vilarig            | Cistella          | castell           |                                  | 42° 17′ 11″ N, 2° 50′ 01″ E / 42.28638889°N,2.83361111°E                 | bé d'interès cultural bé cultural d'interès nacional | Castell de Vilarig        | Modifica les dades a Wikidata |
|        | creu de terme de Cistella     | Cistella          | creu de terme     | Estil: arquitectura popular      | 42° 16′ 03″ N, 2° 50′ 35″ E / 42.267467°N,2.843018°E 132 msnm            | bé integrant del patrimoni cultural català           | Creu de terme de Cistella | Modifica les dades a Wikidata |
|        | la Pedra Dreta                | Cistella          | fita              |                                  | 42° 17′ 35″ N, 2° 51′ 55″ E / 42.2929432277495°N,2.86524205194654°E      |                                                      |                           | Modifica les dades a Wikidata |